# جزر كرماديك

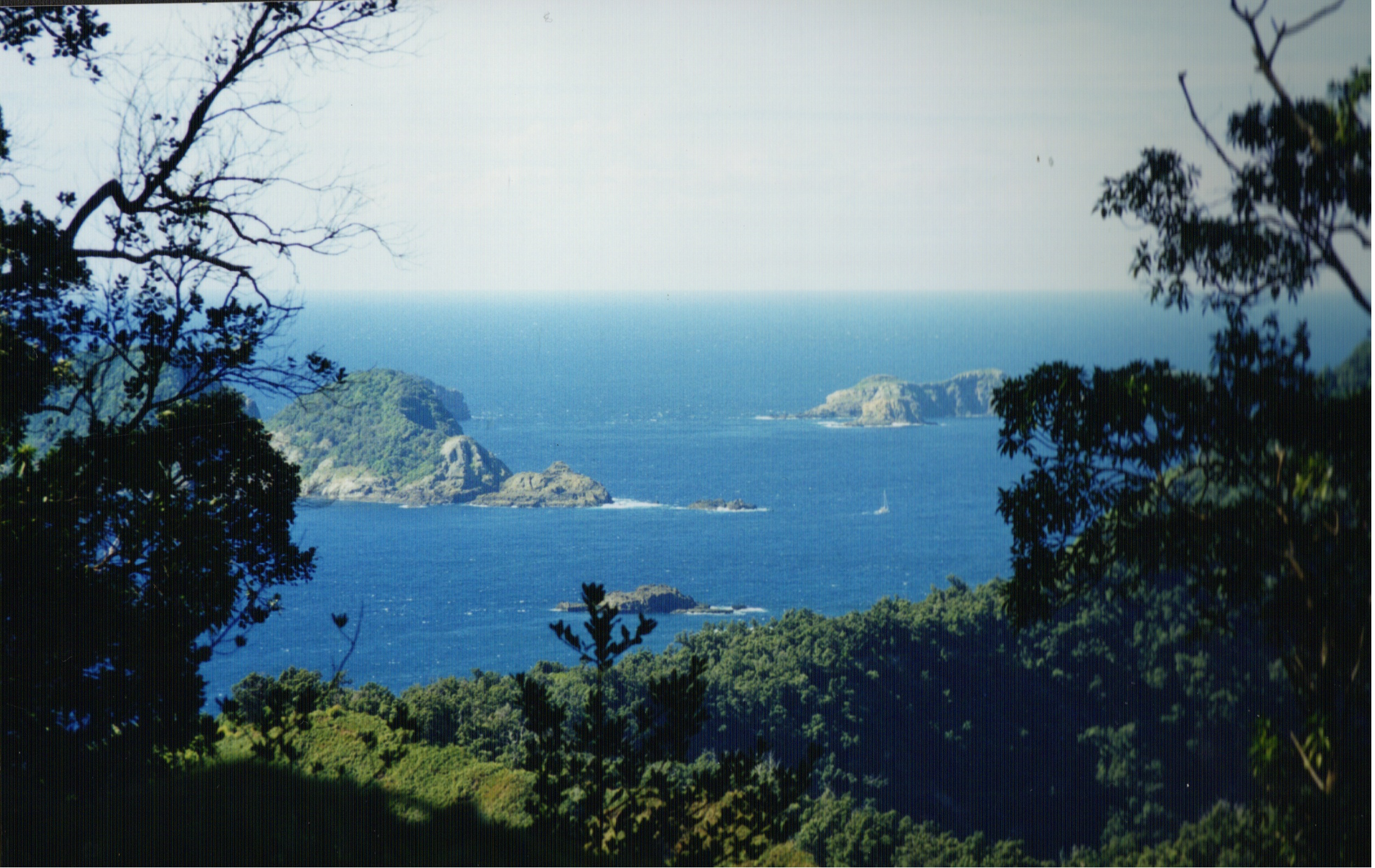
منظر من جزيرة راؤول

جزر كرماديك (بالماورية: Rangitāhua‏) قوس جزيرة في مناطق شبه استوائي في جنوب المحيط الهادئ بالقرب من خندق كرماديك وتبعد حولي 1000 كم شمال شرق الجزيرة الشمالية لنيوزيلندا، ومسافة مماثلة جنوب غرب تونجا. الجزر جزء من نيوزيلندا، في مساحة إجمالية غير مأهولة 33,6 كم2 (13 ميل2)، باستثناء محطة جزيرة راؤول المأهولة بشكل دائم، وهي أقصى نقطة استيطانية في شمال نيوزيلندا.
الجزر مدرجة ضمن جزر نيوزيلندا النائية. تعد الجزر جزءًا مباشرًا من نيوزيلندا، ولكنها ليست جزءًا من أي منطقة أقاليم نيوزيلندا، ولكنها بدلاً من ذلك منطقة خارج سلطة إقليمية.

## الأسماء الجغرافية

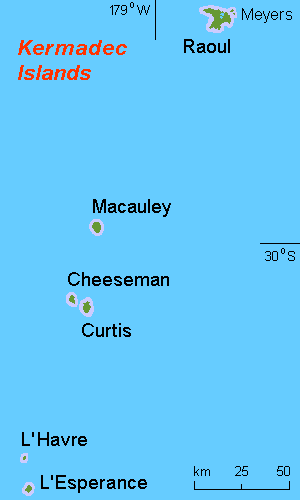
خريطة جزر كرماديك

تم تسمية الجزر على اسم قائد بروتاني جان ميشيل هون دي كرماديك، الذي زار الجزر كجزء من رحلة دي إنتريكاستو في تسعينيات القرن التاسع عشر. الجسيمات الطبوغرافية «كرماديك» هي من اللغة البريتانية المنشأ في فينيستير حيث كير قرية الوسائل والإقامة و«ماديك» الاسم الصحيح المستمدة من جنون (والتي تعني «جيد») مع لاحقة -ec ، وتستخدم لشكل الصفات التي تشير إلى خاصية.
اسم الماوري هو Rangitāhua والذي يستخدم أيضًا في جزيرة راؤول.